# Lysefjordbrücke
Die Lysefjordbrücke (norwegisch Lysefjordbrua) ist eine Straßenbrücke über den Lysefjord zwischen den norwegischen Kommunen Strand und Sandnes. Sie überspannt eine Engstelle des Fjordes etwa 2,5 Kilometer von seiner Abzweigung vom Høgsfjord entfernt und führt zwei Fahrstreifen des Fylkesvei 4630, der am Nordufer in Strand an den Fylkesvei 523 angeschlossen ist (bis 2019 Riksvei 13). Die 1997 eröffnete Hängebrücke ist die einzige Straßenverbindung über den 42 Kilometer langen Lysefjord und ersetzte eine Fährverbindung zwischen den Ortschaften Oanes und Forsand.

## Geschichte

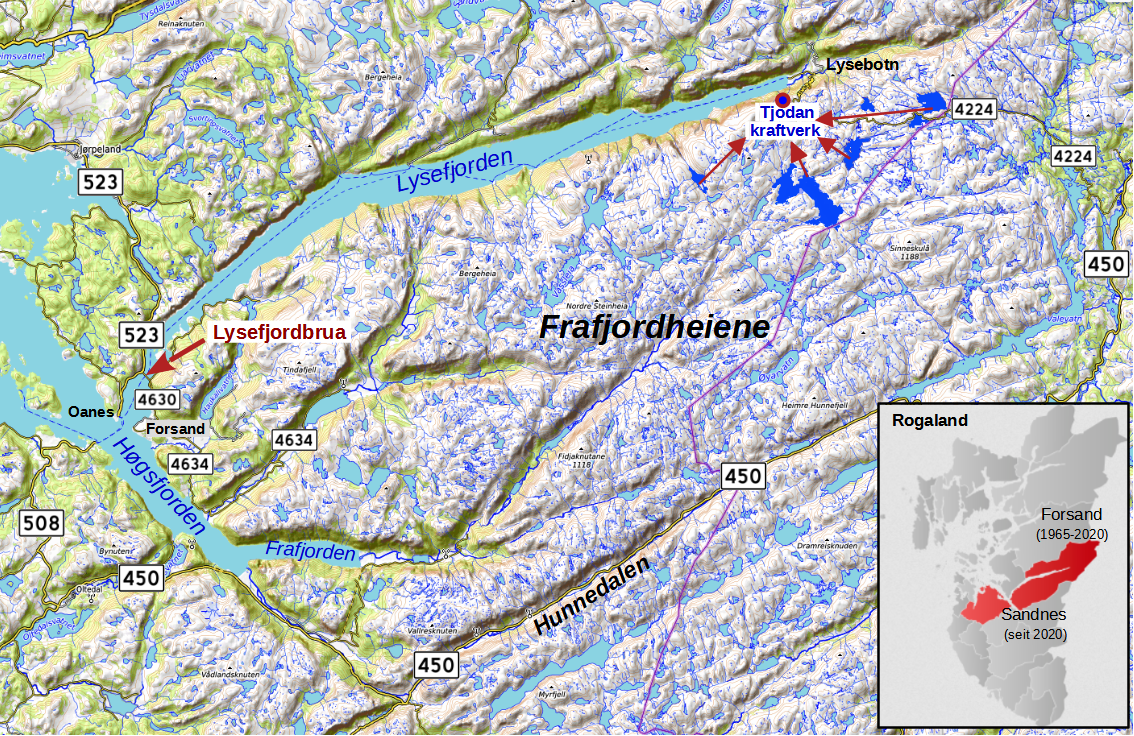
Die Frafjordheiene zwischen Lysefjord, Høgsfjord und Frafjord. Im Westen die Lysefjordbrücke, im Osten das Tjodan-Kraftverk, unten rechts die Lage der Kommune Sandnes im Fylke Rogaland

Bis zum Bau der Brücke war der Westteil der ehemaligen Kommune Forsand (seit 2020 Bestandteil der Kommune Sandnes) nur über eine Fähre zwischen den Ortschaften Forsand und Oanes erreichbar, wo Anschluss an die norwegische Reichsstraße 13 (Riksvei 13) bestand. Die einen Großteil der Kommune einnehmende Gebirgslandschaft Frafjordheiene, zwischen dem Lysefjord im Norden, dem Høgsfjord im Westen und dem Frafjord sowie dem Tal Hunnedalen im Süden, ist schwach besiedelt und nur die äußeren Küstenbereiche und angrenzenden Täler durch Straßen erschlossen. In der Kommune Forsand lebten zwar nur etwa 1000 Einwohner, aber schon 1975 gab es erste Bestrebungen zum Bau einer permanenten Straßenanbindung über den Lysefjord. Mit dem Bau des Tjodan-Kraftwerks mit seinen Stauseen im Osten in den 1980er Jahren generierte die Kommune Einnahmen um die Pläne voranzubringen. Die norwegische Straßenverkehrsbehörde Statens vegvesen begann dann 1993 in Zusammenarbeit mit dem Ingenieurbüro Aas-Jakobsen mit der Planung und dem Bau der Lysefjordbrücke, ausführendes Unternehmen war unter anderen AS Betong aus Rogaland. Als finaler Standort wurde eine Engstelle des Fjordes etwa 2,5 Kilometer von der Fährverbindung gewählt; da die Pfeilererrichtung in dem bis zu 500 Meter tiefen Fjord nur am Ufer möglich war, kam als Konstruktion eine Hängebrücke zur Anwendung. Die Kosten einschließlich der Straßenanbindung beliefen sich auf 205 Millionen Norwegische Kronen, wobei sich die Kommune Forsand mit einem Anteil von 62 Millionen NOK beteiligte; die Baukosten der Brücke selbst betrugen 150 Millionen NOK. Nach vier Jahren Bauzeit konnte die Lysefjordbrücke am 18. Dezember 1997 eröffnet werden. Die Fährverbindung Oanes–Forsand–Lauvvik ließ sich danach auf die Strecke über den Høgsfjord zwischen Oanes und Lauvvik verkürzen, verlor aber mit der Verlegung des Riksvei 13 über die neue Route durch den 2019 eröffneten Tunnel Ryfast nach Stavanger an Bedeutung und wurde privatisiert (heute Provinzstraße 523).
Da sich die Konstruktion am gewählten Standort sehr gut ins Landschaftsbild einfügte und ohne größere Eingriffe in die natürliche Umgebung auskam, wurde die Lysefjordbrücke 1999 mit dem Vakre vegers pris (dt. ‘Schöne-Straßen-Preis’) ausgezeichnet. Im selben Jahr wurden aber bei einer Inspektion Beschädigungen an den Tragkabeln festgestellt. Die verwendeten vollverschlossenen Drahtseile wiesen im Juni 1999 etwa 50 Drahtbrüche der Z-Profildrähte der äußeren Lage auf; bis April 2006 stieg die Anzahl auf fast 1000. Da es bei den verwendeten Drahtseilen fünf äußere Lagen gibt und die Profildrähte zudem ineinandergreifen, stellen die Drahtbrüche keine unmittelbare Gefahr für die Brücke dar, reduzieren aber die Lebensdauer und erhöhen den zukünftigen Wartungsaufwand. Untersuchungen ergaben Produktionsfehler des österreichischen Herstellers Voest-Alpine Austria Draht, woraufhin Statens Vegvesen die Firma auf Schadensersatz verklagte und 2007 in zweiter Instanz vom Obersten Gerichtshof Norwegens (Norges Høyesterett) 17 Millionen NOK zugesprochen bekam. Die Tragkabel werden seit 1999 halbjährlich kontrolliert und sind seit 2009 mit akustischen Sensoren zur Registrierung und Ortung von neuen Drahtbrüchen ausgestattet; 2024 lag deren Anzahl insgesamt bei etwa 2000.
Seit 2013 dient die Lysefjordbrücke der Universität Stavanger zudem als Freiluftlabor. Mit Hilfe einer Vielzahl von Messgeräten zur Erfassung der Windgeschwindigkeit, des Druckes, der Beschleunigung und der Position mittels GNNS werden von der Forschungsgruppe Wind engineering unter anderem Untersuchungen zum Verhalten der Brücke bei turbulenten Strömungen, zur Eigenfrequenz oder zum Dämpfungsverhalten durchgeführt.

## Beschreibung

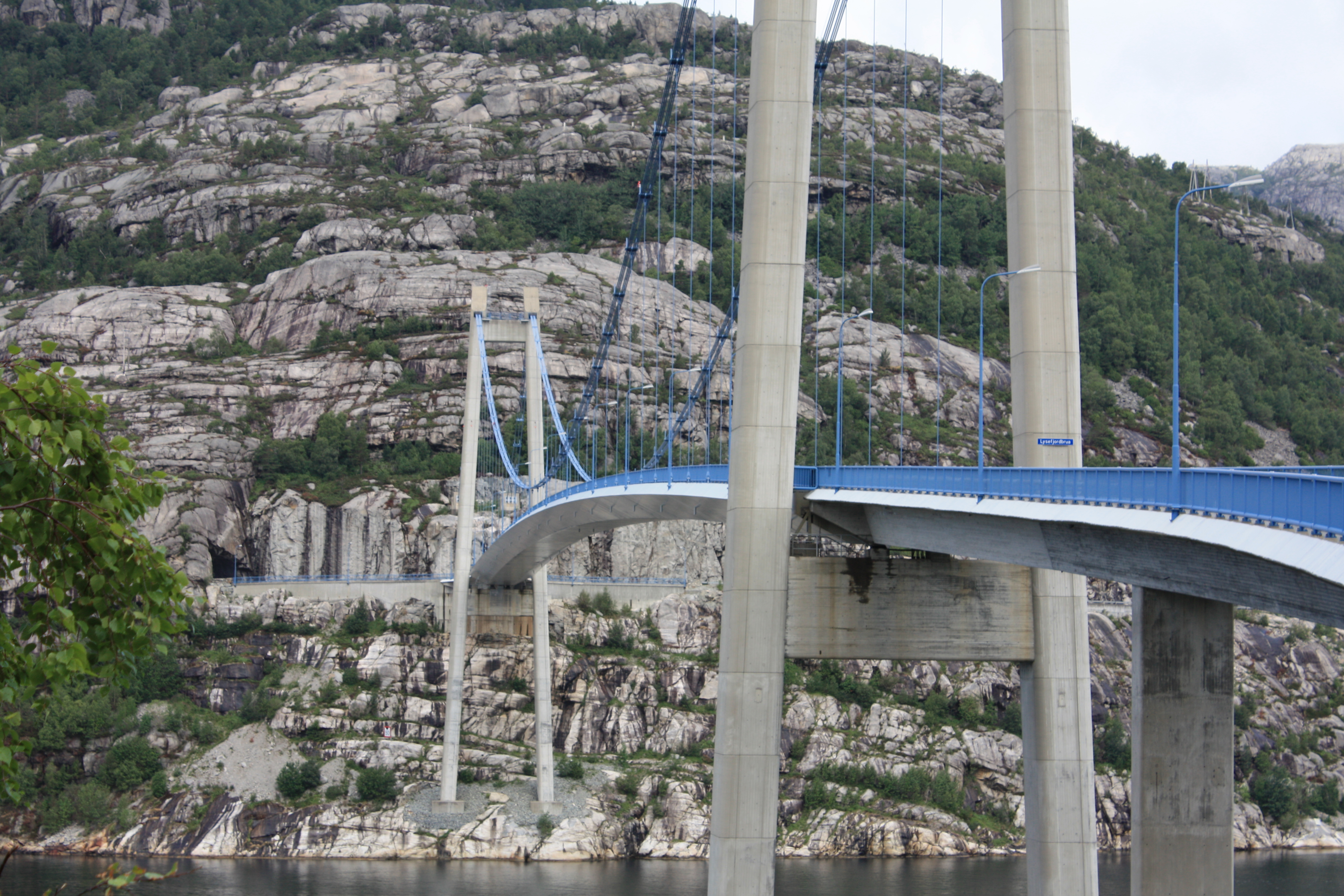
Fahrbahnträger der Lysefjordbrücke, die Hohlkastenträger der Zufahrten sind aus Spannbeton und der abgehangene Hohlkastenträger der Mittelspannweite aus Stahl, Blick nach Norden

Die Lysefjordbrücke überspannt von Nordwest nach Südost mit einer Länge von 639 m eine Engstelle des Fjordes etwa 2,5 km von seiner Abzweigung vom Høgsfjord entfernt. Die Hängebrücke hat eine Mittelspannweite von 446 m zwischen den beiden 107 m hohen Pylonen und wird ergänzt durch Balkenbrücken für die Zufahrten von 37,5 m Länge auf der Nordseite und 155,5 m auf der Südseite. Der Fahrbahnträger der Mittelspannweite ist als geschlossener Stahlhohlkasten ausgeführt, mit einer Breite von 12,3 m und einer Höhe von 2,7 m. Ein vertikaler Krümmungsradius von 5250 m lässt die Fahrbahnebene zur Mitte der Brücke hin leicht ansteigen und ermöglicht eine minimale lichte Höhe von 50 m für den Schiffsverkehr. An den Tragkabeln der Hängebrücke ist nur die Mittelspannweite befestigt. Die Balkenbrücken der Zufahrten sind als Spannbeton-Hohlkastenträger mit seitlich auskragender Fahrbahnplatte von 10,2 m Breite ausgeführt und werden von den Widerlagern, den unteren Querbalken der Pylonen und zwei zusätzlichen Stahlbetonpfeilern auf der Südseite getragen (hier ist die Zufahrt zum Widerlager hin aufgeteilt in Spannweiten von 56, 55 und 45,5 m).
Die Tragkabel der Hängebrücke bestehen aus jeweils sechs parallel verlaufenden vollverschlossenen Drahtseilen von 10 cm Durchmesser. Sie sind jeweils 713 m lang (ohne Dehnung durch das Eigengewicht) und aufgebaut aus 279 Einzeldrähten. Die Runddrähte im Inneren sind umgeben von fünf Lagen zusammengepresster Z-Profildrähte, die ineinandergreifen, die inneren Drähte vor Witterungseinflüssen schützen und einzelne Drahtbrüche in den äußeren Lagen in gewissen Maßen ausgleichen können. Der Stahlhohlkasten der Mittelspannweite wird von 35 Hängern pro Seite getragen, deren Längen von etwa 2 m in der Mitte der Brücke bis 40 m an den Pylonen variieren.